# Warszawa Wola
Warszawa Wola byla od poloviny 80. let 20. století do 19. května 2012 samostatnou železniční zastávkou a od 20. května 2012 se stala součástí stanice Warszawa Zachodnia.
Zastávka se nacházela v městském obvodu Wola u al. Prymasa Tysiąclecia. Byla vzdálená 250 m od stanice Warszawa Zachodnia. Na nástupišti byl jízdenkový automat dopravce Koleje Mazowieckie a městského integrovaného dopravního systému ZTM.
V roce 2018 dostala zastávka Warszawa Kasprzaka název Warszawa Wola.

## Železniční doprava
Železniční zastávka Warszawa Wola byla vybudována v 80. letech na železniční trati směřující do Nasielska. Nachází se ve vzdálenosti cca 200 metrů od železniční stanice Warszawa Zachodnia. Obsluhuje zejména spoje železničního dopravce Koleje Mazowieckie, zkráceně KM, který provozuje osobní dopravu téměř výhradně na území Mazovského vojvodství, tedy především na tratích vycházejících radiálně z Varšavy.
| Linka | Dopravce           | Směr                                                                            |
| ----- | ------------------ | ------------------------------------------------------------------------------- |
| KM9   | Koleje Mazowieckie | Warszawa Wola – Warszawa Gdańska – Legionowo – Nasielsk – Ciechanów – Działdowo |

## Železniční tratě
Železniční zastávkou Warszawa Wola prochází železniční tratě:
- 20 Warszawa Główna Towarowa – Warszawa Praga

## Návazná doprava
Železniční zastávku Warszawa Wola (nově 9. nástupiště stanice Warszawa Zachodnia) obsluhují také městské autobusy ZTM.